# Elmoubadara
Elmoubadara oder Nationale Konstitutionelle Initiative (arabisch المبادرة الوطنية الدستورية, DMG al-Mubādara al-waṭaniyya ad-dustūriyya, französisch Initiative nationale destourienne, IND) war eine Partei der politischen Mitte in Tunesien.

## Geschichte
Sie wurde – nach der Jasminrevolution – am 1. April 2011 gegründet und hat sich aus Überresten der aufgelösten Konstitutionellen Demokratischen Sammlung (RCD) des gestürzten Präsidenten Ben Ali herausgebildet. Almoubadara wird von Kamel Morjane geführt, dem ehemaligen Außen- und Verteidigungsminister unter Ben Ali. Die Initiative-Partei unterstützt ausdrücklich die Vertretung von ehemaligen Mitgliedern der Konstitutionellen Demokratischen Sammlung in der postrevolutionären Politik.
Die Partei erhielt bei der Wahl zur Verfassunggebenden Versammlung Tunesiens 2011 insgesamt 2,3 % der Wählerstimmen und damit 5 Sitze im Übergangsparlament.
Bis zum 1. Dezember 2013 hieß die Partei nur „Die Initiative“, nach der Fusion mit drei kleineren Parteien dann „Nationale Konstitutionelle Initiative“. Der arabische Kurzname ist nach wie vor Elmoudabara. Bei der ersten regulären Wahl unter der neuen Verfassung im Oktober 2014 erhielt sie drei der 217 Sitze. Ihr Parteichef Morjane kam bei der anschließenden Präsidentschaftswahl auf 1,3 % der Stimmen.